# Georgia Davies
Georgia Beth Davies (Londres, 11 de octubre de 1990) es una deportista británica que compitió en natación, especialista en el estilo espalda.
Ganó una medalla de bronce en el Campeonato Mundial de Natación de 2019 y dos medallas de bronce en el Campeonato Mundial de Natación en Piscina Corta, en los años 2016 y 2018.
Además, obtuvo ocho medallas en el Campeonato Europeo de Natación entre los años 2014 y 2018, y dos medallas en el Campeonato Europeo de Natación en Piscina Corta, plata en 2011 y bronce en 2019.
Participó en dos Juegos Olímpicos de Verano, en los años 2012 y 2016, ocupando el séptimo lugar en Río de Janeiro 2016, en la prueba de 4 × 100 m estilos.

## Palmarés internacional
| Campeonato Mundial                  | Campeonato Mundial      | Campeonato Mundial | Campeonato Mundial      |
| Año                                 | Lugar                   | Medalla            | Prueba                  |
| ----------------------------------- | ----------------------- | ------------------ | ----------------------- |
| 2019                                | Gwangju (Corea del Sur) | Medalla de bronce  | 4 × 100 m estilos       |
| Campeonato Mundial en Piscina Corta |                         |                    |                         |
| Año                                 | Lugar                   | Medalla            | Prueba                  |
| 2016                                | Windsor (Canadá)        | Medalla de bronce  | 100 m espalda           |
| 2018                                | Hangzhou (China)        | Medalla de bronce  | 100 m espalda           |
| Campeonato Europeo                  |                         |                    |                         |
| Año                                 | Lugar                   | Medalla            | Prueba                  |
| 2014                                | Berlín (Alemania)       | Medalla de plata   | 50 m espalda            |
| 2014                                | Berlín (Alemania)       | Medalla de bronce  | 100 m espalda           |
| 2014                                | Berlín (Alemania)       | Medalla de bronce  | 4 × 100 m estilos       |
| 2016                                | Londres (Reino Unido)   | Medalla de bronce  | 50 m espalda            |
| 2018                                | Glasgow (Reino Unido)   | Medalla de oro     | 50 m espalda            |
| 2018                                | Glasgow (Reino Unido)   | Medalla de oro     | 4 × 100 m estilos mixto |
| 2018                                | Glasgow (Reino Unido)   | Medalla de plata   | 100 m espalda           |
| 2018                                | Glasgow (Reino Unido)   | Medalla de bronce  | 4 × 100 m estilos       |
| Campeonato Europeo en Piscina Corta |                         |                    |                         |
| Año                                 | Lugar                   | Medalla            | Prueba                  |
| 2011                                | Szczecin (Polonia)      | Medalla de plata   | 50 m espalda            |
| 2019                                | Glasgow (Reino Unido)   | Medalla de bronce  | 100 m espalda           |